# Joe Mantegna
Joseph „Joe“ Anthony Mantegna Jr. (* 13. listopadu 1947 Chicago, Illinois) je americký herec a režisér.

## Život
Joe Mantegna pochází z italsko-americké rodiny. Mantegna debutoval v roce 1969 v muzikálu Vlasy. Svou první filmovou roli ztvárnil v krátkém filmu Medusa Challenger z roku 1976 o dvou prodavačích květin na Lake Shore Drive v Chicagu, jeho staršího partnera hrál Jack Wallace. Spolu s Donem Amechem hrál Mantegna v komedii Davida Mameta Things Change z roku 1988, za kterou získal v témže roce na filmovém festivalu v Benátkách cenu Coppa Volpi. Již dříve na sebe upozornil jako podvodník v Mametově filmu House of Games z roku 1987. V roce 1992 byl nominován na cenu London Critics' Circle Film Award za hlavní roli v thrilleru Homicide (1991), který rovněž natočil David Mamet.
V roce 1990 se objevil ve filmu Kmotr III Francise Forda Coppoly v roli newyorského mafiána. Po boku Madonny a Willema Dafoea hrál v thrilleru Tělo jako důkaz (1993) a jednu z větších rolí ztvárnil v miniseriálu Maria Puza Poslední don po boku Dannyho Aiella, Kirstie Alleyové a Daryl Hannahové. Za tuto roli byl v roce 1997 nominován na cenu Emmy. O 2 roky později byl nominován na Zlatý glóbus a cenu Emmy za roli ve filmovém dramatu Rat Pack (1998), kde si zahrál po boku Raye Liotty. V roce 2005 byl nominován na cenu Gotham Award za film Nine Lives (2005). V animovaném seriálu Simpsonovi propůjčil Mantegna svůj hlas postavě Tlustého Tonyho.
V seriálu Myšlenky zločince ztvárňuje od roku 2007 Davida Rossiho, nástupce Jasona Gideona (Mandy Patinkin). Několik dílů seriálu také režíroval.
Mantegna režíroval filmové drama Lakeboat (2000) podle scénáře Davida Mameta. Za toto dílo získal v roce 2001 hlavní cenu na festivalu Savannah Film Festival. V roce 1999 získal Mantegna cenu Asociace chicagských filmových kritiků za celoživotní dílo a v roce 2000 cenu Santa Monica Film Festival Tribute Award. V roce 2003 si zahrál ve filmu Strýček Nino.
Dne 29. dubna 2011 byla Mantegnovi udělena hvězda na hollywoodském chodníku slávy v kategorii divadlo.
Mantegna je od roku 1975 ženatý s Arlene Vrhelovou. Mají dvě děti, z nichž dcera Gia Mantegna je rovněž herečkou.